# The Creeps
The Creeps furono un gruppo musicale di garage rock/garage punk svedese provenienti da Älmhult. Inizialmente furono parte del movimento revival '60s svedese assieme a The Stomachmouths, The Wylde Mammoths e Crimson Shadows, per poi virare verso sonorità rock più contemporanee.

## Storia
La band fu fondata nel 1982 da Robert Jelinek (voce, chitarra ed armonica a bocca) e Hans Ingemansson (organo Farfisa), entrambi precedentemente parte dei Backdoor Man, assieme a Andreas Johansson (basso e cori) e Patrick Ollson (batteria). Il primo album dal titolo Enjoy the Creeps arrivò però solo nel 1986. Pubblicato dalla Traks On Vax, l'album proponeva un garage rock dalle venature soul e fortemente influenzato dalla musica mod, ed è oggi considerato l'album migliore della band.
In seguito i Creeps pubblicarono altri 4 album, cambiando sempre più il loro suono verso un rock alternativo più contemporaneo per poi sciogliersi nel 1996.

## Membri del gruppo
- Robert Jelinek – voce, chitarra
- Hans Ingemansson – organo Hammond, piano
- Anders Johansson – Basso
- Patrick Olsson – Batteria

## Discographie
- 1986 – Enjoy the Creeps
- 1988 – Now Dig This!
- 1990 – Blue Tomato
- 1993 – Seriouslessness
- 1996 – Mr. Freedom Now!